# Bexaroteno
El bexaroteno es un medicamento antineoplásico que se utiliza para el tratamiento de algunos tipos de cáncer. Químicamente la molécula está emparentada con la vitamina A y pertenece al grupo de los retinoides.

## Historia
Bexaroteno se comercializa con el nombre de Targretin y fue desarrollado por la compañía biotecnológica de San Diego (California) Ligand Pharmaceuticals. La FDA aprobó su uso para ser utilizado en el linfoma de piel en 1999. La compañía Eisai le compró a Ligand Pharmaceuticals en el año 2006 los derechos sobre el Targretin y otros tres medicamentos antineoplásicos.

## Indicaciones
Su indicación principal y la única aprobada oficialmente, es el tratamiento de linfomas cutáneos de células T (Micosis fungoide y Síndrome de Sézary) resistentes a otros fármacos. Ha sido utilizado también para el tratamiento del cáncer de pulmón, cáncer de mama y sarcoma de Kaposi, aunque por el momento estas enfermedades no son indicaciones autorizadas, salvo en el caso de estudios clínicos que pretendan valorar la eficacia del fármaco.

## Usos terapéuticos en fase experimental
Algunas investigaciones recientes (2012) sugieren que este medicamento podría ser útil para el tratamiento de los síntomas derivados de la enfermedad de Alzheimer. Aunque se han obtenido algunos resultados prometedores en estudios experimentales realizados con un pequeño grupo de ratones manipulados genéticamente, entre ellos, la disminución de los depósitos de la proteína Beta-amiloide en el cerebro de estos roedores, la posibilidad de que el medicamento se pueda emplear en humanos afectados por la enfermedad de Alzheimer es aún muy lejana y sería preciso completar con éxito un largo proceso de investigación antes de su aplicación clínica con esta indicación.

## Mecanismo de acción
El mecanismo de acción se basa en que la molécula de bexaroteno se une de forma selectiva a los receptor X retinoide presentes en el núcleo de las células y los activa. Esta activación regula la expresión de algunos genes que controlan el crecimiento y la muerte celular, consiguiendo de esta forma retrasar el crecimiento del tumor.

## Presentación y vías de administración
Se presenta en forma de cápsulas de 75 mg, la dosis recomendada en pacientes adultos es de 300 mg por metro cuadrado de superficie corporal y día. Puede emplearse también en forma de pomada que se aplica directamente sobre la zona lesionada.

## Efectos secundarios
los principales efectos secundarios son: aumento de los niveles sanguíneos de triglicéridos (hipertrigliceridemia), aumento de las cifras de colesterol en sangre, hipotiroidismo, dolor de cabeza, astenia, prurito y leucopenia. Puede producir malformaciones fetales, por lo que no se debe administrar a mujeres embarazadas.